# Johann Baptist Eichelsdörfer

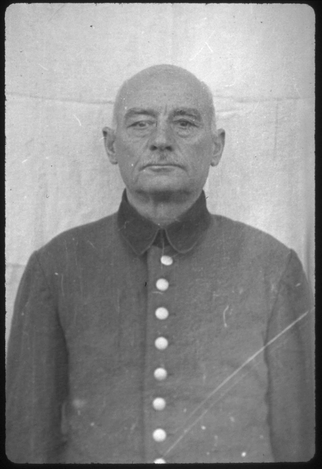
Eichelsdörfer in amerikanischen Gewahrsam. Aufnahme von 1945.

Johann Baptist Eichelsdörfer (geboren am 20. Januar 1890 in Dachau; hingerichtet am 29. Mai 1946 in Landsberg am Lech) war als Hauptmann der Wehrmacht letzter Lagerführer des KZ-Außenlagers Kaufering IV – Hurlach des KZ Dachau, das sich bei Hurlach befand.

## Biografie
Eichelsdörfer, verheiratet und Vater dreier Kinder, arbeitete bis zum Beginn seiner militärischen Laufbahn in einer Fabrik.
Während des Ersten Weltkrieges war er als Feldwebel des 5. Infanterie-Regiments „Großherzog Ernst Ludwig von Hessen“ der Bayerischen Armee eingesetzt. Nach Kriegsende gehörte Eichelsdörfer weiterhin dem Militär an und verließ die Reichswehr 1924 im Rang eines Leutnants.
Während des Zweiten Weltkrieges wurde Eichelsdörfer im November 1940 zur Wehrmacht eingezogen und als Leutnant zu einer Ausbildungseinheit für Schwerlasttransporte nach Bamberg versetzt. Nach Einsätzen in Frankreich, Polen und in der Sowjetunion wurde er ab August 1943 wegen Rheumatismus in einem Krankenhaus behandelt. Nach einem kurzen Aufenthalt in Oranienburg, möglicherweise bei der Inspektion der Konzentrationslager, wurde er am 15. Juli 1944 vom KZ Dachau aus zur Ausbildung für den Lagerdienst zum KZ-Außenlager Augsburg-Pfersee gesandt. Ende August 1944 wurde Eichelsdörfer zum KZ-Außenlagerkomplex Kaufering des KZ Dachau versetzt, wo er im Oktober 1944 Leiter des KZ-Außenlagers Kaufering VIII – Seestall und anschließend von Kaufering VII – Erpfting wurde. Eichelsdörfer war mittlerweile der SS beigetreten.
Als Eichelsdörfer das KZ-Außenlager Kaufering IV – Hurlach am 12. Januar 1945 übernahm, war es als „Krankenlager“ ausgewiesen worden. Tatsächlich war es nur ein Sammellager für Häftlinge, die aufgrund der schlechten Lebens- und Arbeitsbedingungen entkräftet, erkrankt und arbeitsunfähig geworden waren. Es gab dort keine ausreichende medizinische Versorgung, sondern Ärzte, die die Häftlinge für medizinische Versuche missbrauchten. Nach amerikanischen Angaben kamen in diesem KZ insgesamt 4.000 Menschen um.
Das KZ Dachau wurde von amerikanischen Truppen am 29. April 1945 befreit. Kaufering IV wurde von der 12th Armored Division am 27. April 1945 erreicht, Soldaten der 101st Airborne Division kamen zur Unterstützung am 28. April 1945 hinzu. Sie fanden auch in diesem Lager Hunderte von Toten vor, die durch Seuchen umgekommen, erschossen oder durch Niederbrennen der Baracken umgebracht worden waren, wie der Armeearzt Dr. Charles P. Larson feststellte. In den Güterwaggons eines Zuges befanden sich weitere Häftlinge, die man darin einfach hatte umkommen lassen. Es gab im Lager nur noch etwa zwölf Überlebende, die sich hatten verstecken können.
Colonel Edward F. Seiller aus Louisville, Kentucky, zuständig für die Militärverwaltung der 12. Division, ordnete an, etwa 250 Bürger, insbesondere Amtsträger, der umliegenden Ortschaften mit vorgehaltener Waffe zur Bestattung der Opfer zu zwingen. Das Foto Eichelsdörfers wurde auf Veranlassung von Seiller gemacht, der Eichelsdörfer aufforderte, sich für diese Aufnahme zwischen die Toten seines Lagers zu stellen. Die Zuschauer dieser Szene durften Eichelsdörfer beschimpfen.
Louis P. Lochner, ein Auslandskorrespondent der Associated Press und später mit dem Pulitzer-Preis für seine Deutschlandreportagen ausgezeichnet, war an diesem Tag im Lager und suchte ein Gespräch mit Eichelsdörfer. Dieser erklärte, er habe ja gar nicht gewusst, was im Inneren des Lagers vor sich ginge, da er das Lager nicht betreten habe. Angesichts der Tatsache, dass in dem Lager Typhus grassierte, ist diese verblüffende Angabe des Lagerleiters zwar nicht völlig abwegig; die zahlreichen Todesfälle – oft Dutzende täglich – konnten aber seiner Aufmerksamkeit kaum entgangen sein.
In dem Dachau-Hauptprozess, der im Rahmen der Dachauer Prozesse stattfand, wurde Eichelsdorfer am 15. November 1945 zusammen mit 39 anderen Personen des KZ Dachau angeklagt (Case No. 000-50-2: US vs. Martin Gottfried Weiss et al.). Eine Einsicht bestand bei den Angeklagten kaum, sie plädierten sämtlich auf „nicht schuldig“.
Eichelsdörfer wurde von Captain Dalwin Niles verteidigt, der argumentierte, dass sein Mandant nach einer Erkrankung von der Wehrmacht in die Leitung des Lagers versetzt worden sei, ohne darauf Einfluss gehabt zu haben. Als kranker, alter Mann habe er nicht die Kraft besessen, das Lager ordentlich zu führen. Überlebende Häftlinge bezeugten hingegen, dass Eichelsdörfer auch selbst Gefangene misshandelt und sie zum Beispiel bis zur Bewusstlosigkeit geschlagen habe.
Am 13. Dezember 1945 wurde Eichelsdörfer als Kriegsverbrecher verurteilt und am 29. Mai 1946 um 14:14 Uhr durch den Strang im Kriegsverbrechergefängnis Landsberg hingerichtet. Insgesamt 28 der im Dachau-Hauptprozess verhängten 36 Todesurteile wurden durch den Henker John C. Woods vollstreckt, die acht anderen Todesurteile wurden in Gefängnisstrafen umgewandelt.